# Schadensersatz
Unter Schadensersatz (oft SE abgekürzt) versteht man im deutschen Recht die Rechtspflicht zum Ausgleich eines Schadens.

## Begriffsklärung
Unter einem Schaden im Sinne des Bürgerlichen Gesetzbuchs versteht man jede Einbuße an Rechtsgütern aufgrund eines bestimmten Ereignisses. Hierzu zählen sowohl Vermögensschäden als auch immaterielle Schäden (§ 253 BGB). Für den Ersatz materieller und immaterieller Schäden gelten jedoch im deutschen Recht unterschiedliche Regeln: Für immaterielle Schäden kann nur dann eine Entschädigung in Geld gefordert werden, wenn das Gesetz dies explizit anordnet (insbesondere § 253 Abs. 2 BGB). Bei einem Vermögensschaden kann der Geschädigte hingegen bei Verletzung seiner Person oder Beschädigung einer Sache statt Naturalherstellung Ersatz in Geld verlangen (§ 249 Abs. 2, S. 1 BGB). Dasselbe gilt, wenn die Naturalherstellung unmöglich ist, nicht genügt, um den Geschädigten so zu stellen wie vor dem schädigenden Ereignis (§ 251 Abs. 1 BGB) oder unverhältnismäßige Aufwendungen erfordert (§ 251 Abs. 2 BGB).

## Anspruch
Die §§ 249 ff. BGB bestimmen nur Art, Inhalt und Umfang der Leistung von Schadensersatz. Ob ein Schaden überhaupt zu ersetzen ist und von wem, bestimmt sich nach einer separaten Anspruchsgrundlage.
Das deutsche Zivilrecht unterscheidet zunächst nach der Begründung zwischen gesetzlichen und vertraglichen Schadensersatzansprüchen. Voraussetzung für die Haftpflicht ist grundsätzlich rechtswidriges und schuldhaftes Handeln oder Unterlassen. Ausnahmsweise kommt eine verschuldensunabhängige Garantiehaftung oder eine Gefährdungshaftung zum Tragen. Verschulden ist ein Zurechnungsmaßstab für eigenes rechtswidriges Verhalten; fremdes Verhalten kann nur in Ausnahmefällen zugerechnet werden. Der Schadensersatzanspruch ist auf Ausgleich des messbaren Schadens gerichtet. Daneben kann bei Personenschäden Anspruch auf ein angemessenes Schmerzensgeld entstehen. Der Haftung auf Schadensersatz kann ein Mitverschulden des Geschädigten entgegengehalten werden. Die Haftung Dritter entlastet Mithaftende im Verhältnis zu dem Geschädigten nicht. Eventuell können mehrere Haftende als Gesamtschuldner haften.

### Vertragliche Schadensersatzansprüche

#### Aus Verletzung einer Haupt- oder Nebenleistungspflicht
Schadensersatzansprüche können sich aus einer Vereinbarung (Vertrag) zwischen Anspruchsteller und Anspruchsgegner ergeben. Durch einen Vertrag können für eine oder beide Vertragsparteien Verpflichtungen begründet werden, für deren Erfüllung gehaftet wird. Diese werden als Leistungspflichten bezeichnet.
So wird gemäß § 433 Abs. 1 Satz 1 BGB der Verkäufer einer Sache durch den Kaufvertrag verpflichtet, dem Käufer die Sache mangelfrei zu übergeben (Besitzverschaffung) und das Eigentum an der Sache zu verschaffen (Eigentumsübertragung).
Erfüllt der Verkäufer diese Verpflichtungen verspätet oder überhaupt nicht, so tritt neben die primäre Leistungspflicht die sekundäre Pflicht zum Schadensersatz. Dabei sind entweder der Erfüllungsschaden (z. B. Verzugszinsen, § 288 Abs. 1 BGB) oder der Vertrauensschaden (z. B. infolge von im Vertrauen auf die Lieferung getätigten Folgeaufträge, § 284 BGB) zu erstatten.

#### Aus Verletzung einer Rücksichtnahmepflicht (auchSchutzpflichtoderweitere Verhaltenspflicht)
Neben der Erfüllung der Leistungspflichten müssen beide Teile eines Schuldverhältnisses (insbesondere also eines Vertrages, aber auch bei gesetzlichen Schuldverhältnissen) zahlreiche sogenannte Rücksichtnahmepflichten erfüllen. Diese ergeben sich aus § 241 Abs. 2 BGB und verpflichten jeden Teil des Schuldverhältnisses zur Rücksicht auf die Rechte, Rechtsgüter und Interessen des anderen Teils. Denn Schuldverhältnisse beschränken sich nicht auf die Herbeiführung eines evtl. geschuldeten Leistungserfolges, sondern sind generell vom Grundsatz von Treu und Glauben beherrscht § 242 BGB. Gleiches gilt auch für Schuldverhältnisse ohne primäre Leistungspflichten, die ausschließlich Rücksichtsnahmepflichten begründen (von der höchstrichterlichen Rechtsprechung Sonderverbindung genannt). Ein Schuldverhältnis mit Pflichten aus § 241 Abs. 2 BGB kann gem. § 311 Abs. 2 und 3 BGB auch vor bzw. ohne Vertragsschluss entstehen. Es handelt sich dann aber um ein gesetzliches Schuldverhältnis. Dieses ist Grundlage für die Haftung aus culpa in contrahendo.
Auch bei Verletzung der Pflichten i. S. d. § 241 Abs. 2 BGB ist der Geschädigte schadensersatzberechtigt. Geschützt wird dabei allerdings nicht sein Äquivalenzinteresse (Interesse an der Gleichwertigkeit von Leistung und Gegenleistung), sondern sein Integritätsinteresse, also sein personen- und vermögensrechtlicher status quo. Die allgemeinen Anspruchsgrundlagen für Schadensersatz wegen Verletzung einer Rücksichtnahmepflicht sind normiert in § 280 Abs. 1, § 241 Abs. 2 BGB (Schadensersatz neben der Leistung), § 282, § 280 Abs. 1, § 241 Abs. 2 BGB (Schadensersatz statt der Leistung).
Seit 2006 gilt in besonderen Fällen bei Verletzung des Gleichbehandlungsgrundsatzes im Arbeitsrecht ein Anspruch auf schadenübersteigenden, bestrafenden Schadensersatz (Punitive damages).
Eine erschöpfende Auflistung von Rücksichtnahmepflichten kann nicht erfolgen, da sie zu vielschichtig sind. Ihr Umfang und Inhalt hängen vom jeweiligen Vertragszweck und von normativen Kriterien ab (Verkehrssitte, redlicher Geschäftsverkehr etc.). Zu den wichtigsten Rücksichtnahmepflichten zählen die Leistungstreuepflichten, Aufklärungspflichten und Schutzpflichten.

#### Vertragliche Haftung für Drittschäden
Einen Sonderfall der vertraglichen Haftung auf Schadensersatz stellt die sogenannte Dritthaftung dar: nicht dem Vertragspartner, sondern einem am Vertrag nicht beteiligten Dritten wird ein Nachteil zugefügt. Hier gibt es verschiedene Fälle:
Wenn etwa infolge von Schimmelbildung in der gemieteten Wohnung (anfänglicher Mangel der Mietsache) nicht der Mieter selbst, sondern sein Kind erkrankt, ist für die Haftung des Vermieters maßgeblich, ob er damit rechnen musste, dass das Kind in der Wohnung wohnt; bei Familienangehörigen ist dies regelmäßig zu bejahen, anders kann es sich bei unberechtigter Untervermietung an Dritte verhalten. („Vertrag mit Schutzwirkung zugunsten Dritter“)
Einen weiteren Fall der Dritthaftung bezeichnet die Drittschadensliquidation.

## Weitere Gesetze mit Zusammenhang zum Schadensersatzrecht

### Deliktsrecht des BGB
Gesetzliche Schadensersatzansprüche sind in Bezug auf den Rahmen der unerlaubten Handlungen in entsprechenden Gesetzen (z. B. §§ 823 bis 853 BGB) normiert.
Den wichtigsten Fall bildet das Deliktsrecht. § 823 Abs. 1 BGB regelt: „Wer vorsätzlich oder fahrlässig das Leben, den Körper, die Gesundheit, die Freiheit, das Eigentum oder ein sonstiges Recht eines anderen widerrechtlich verletzt, ist dem anderen zum Ersatz des daraus entstehenden Schadens verpflichtet.“ § 823 BGB schützt hierbei nur die absoluten Rechtsgüter. Reine Vermögensschäden sind jedoch nicht von § 823 BGB erfasst.
Unter die sonstigen Rechte fallen anerkanntermaßen sogenannte Rahmenrechte wie das Recht am eingerichteten und ausgeübten Gewerbebetrieb, das Allgemeine Persönlichkeitsrecht, der berechtigte Besitz, Immaterialgüter sowie Familienrechte. Nicht ersatzfähig sind primäre Vermögensschäden.
In diesen Gesetzen wird mittels des Konditionalprogramms bestimmt, dass für einen Tatbestand (z. B. Wer … widerrechtlich verletzt …) die Rechtsfolge des Schadensersatzes eintritt (… ist … zum Ersatz des … Schadens verpflichtet).
Gemäß § 823 Abs. 2 BGB trifft die Schadensersatzpflicht zudem denjenigen, welcher gegen ein Gesetz verstößt, das den Schutz eines anderen bezweckt. Zu diesen sogenannten Schutzgesetzen gehören bestimmte Strafgesetze im StGB (etwa gegen Tötungsdelikte, Körperverletzung und Sachbeschädigung) sowie zahlreiche weitere Gesetze (z. B. über die Produkthaftung). Wurde gegen ein solches Schutzgesetz verstoßen, sind auch aus dem Verstoß folgende reine Vermögensschäden zu ersetzen.
Nach § 826 BGB sind ebenfalls reine Vermögensschäden ersatzfähig, soweit die Schädigung sittenwidrig und vorsätzlich erfolgt ist.

### Produkthaftungsgesetz
Der gesetzlich geregelte Schadensersatzanspruch der Produkthaftung bezeichnet die Haftung auf Schadensersatz gegen den Hersteller eines Produktes für Schäden, die beim Endabnehmer infolge eines fehlerhaften Produkts entstanden sind.

### Straßenverkehrsgesetz
Weitere wichtige gesetzliche Anspruchsgrundlagen für Schadensersatz ergeben sich aus dem Straßenverkehrsgesetz (StVG). Nach § 7 StVG haftet der Halter verschuldensunabhängig. Es handelt sich dabei um eine reine Gefährdungshaftung für bestimmte Gefahren, die sich beim Betrieb eines Kraftfahrzeugs realisiert haben.

### Gesetzliche Haftung für Drittschäden
Die §§ 844, 845 und 846 BGB befassen sich mit der Haftung für Drittschäden. So wird z. B. gem. § 844 BGB den direkten Hinterbliebenen (Dritten) eines getöteten Unterhaltsverpflichteten ein „Schadensersatz“ in Form des ihnen entgangenen Unterhalts zugestanden.

## Verschulden

### Haftung nur bei eigenem Verschulden
Beide Grundlagen der Schadensersatzpflicht setzen regelmäßig Verschulden voraus: nur wer schuldhaft zu spät liefert, haftet für den Verzugsschaden (§ 286 Abs. 4 BGB); nur wer schuldhaft das Eigentum eines anderen verletzt, haftet auf Ersatz der beschädigten Sache (§ 823 Abs. 1 BGB). Verschulden ist in § 276 BGB beschrieben als Vorsatz oder Fahrlässigkeit (Abs. 1), Fahrlässigkeit ist wiederum definiert als das Außerachtlassen der im Verkehr erforderlichen Sorgfalt (Abs. 2): Wer diese Sorgfaltspflicht nicht beachtet, haftet für den daraus entstehenden Schaden.

### Haftung Aufsichtspflichtiger und Gefährdungshaftung
Grundsätzlich wird nur für eigenes Verschulden gehaftet, jedoch wird dieser Grundsatz in mehrfacher Hinsicht durchbrochen: Schuldhaftes Handeln von Gehilfen wird unter bestimmten Voraussetzungen dem Auftraggeber wie eigenes zugerechnet, im Einzelfall kommt es jedoch auf die Haftungsgrundlage an. Auch das Handeln schuldunfähiger Kinder oder das Verhalten von Tieren kann Schadensersatzpflichten für die aufsichtspflichtigen Personen begründen.
Bei den Gehilfen ist entscheidend, ob die Schadensersatzpflicht auf vertraglicher oder gesetzlicher Grundlage beruht: wer einen Erfüllungsgehilfen, z. B. einen Subunternehmer, statt seiner mit der Erfüllung eines Vertrages beauftragt, haftet für dessen Verschulden wie für eigenes (§ 278 BGB): der Vertragspartner kann auf die Qualitätszusage seines Partners bauen. Wo solche vertraglichen Beziehungen fehlen, besteht kein Grund zu solch gesteigerter Rücksicht: § 831 Abs. 1 BGB beschränkt die Eintrittspflicht für von Verrichtungsgehilfen verursachte Schäden (Geschäftsherrenhaftung) auf die Fälle, in denen der „Geschäftsherr“ nicht belegen kann, dass er den Gehilfen sorgfältig ausgewählt und beaufsichtigt hat.

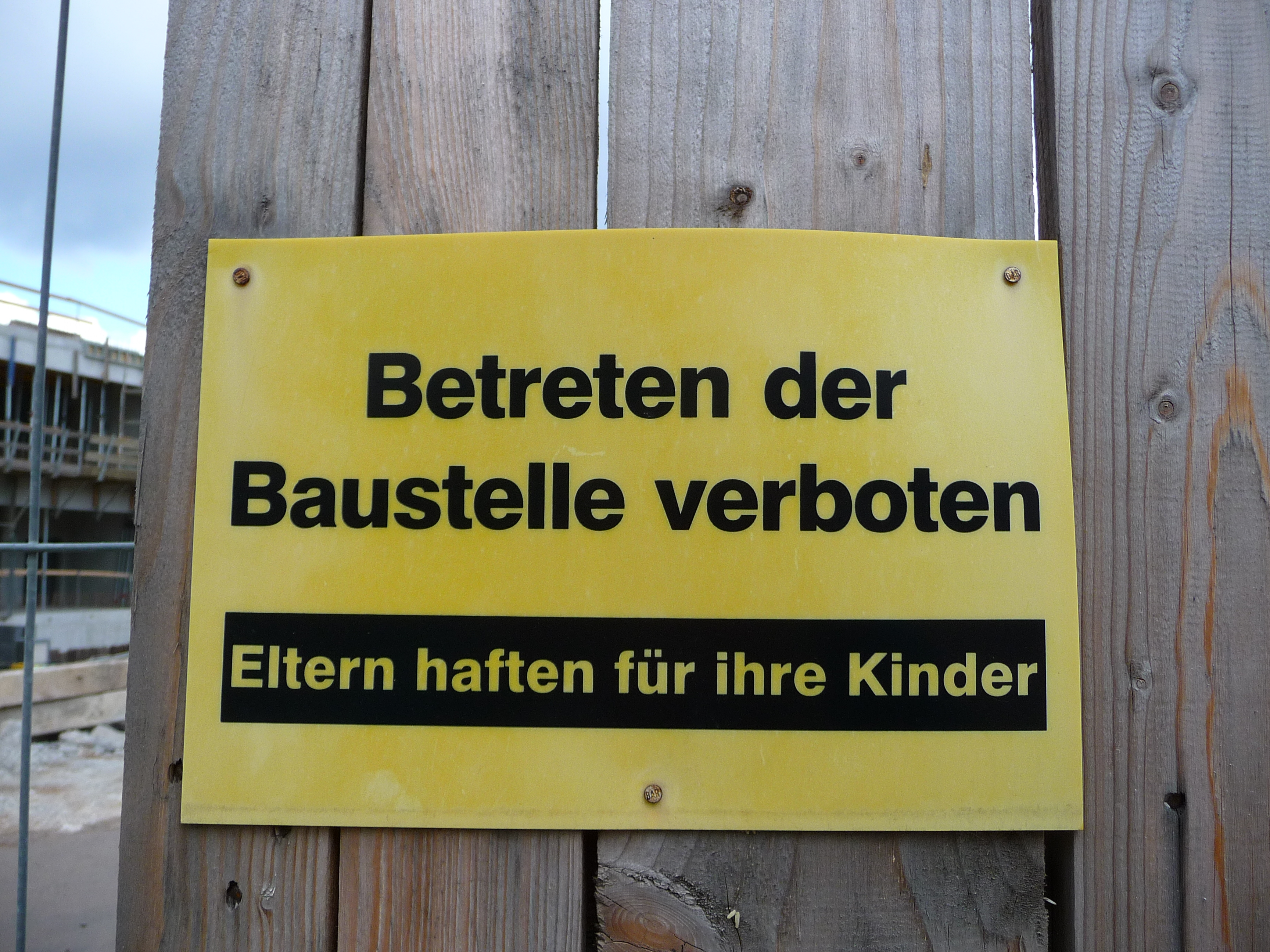
Juristisch betrachtet haften Eltern für die Verletzung ihrer Aufsichtspflicht.

Kinder sind – je nach Alter und Entwicklung unterschiedlich intensiv – zu beaufsichtigen. Die aufsichtspflichtige Person (Eltern, Tagesmutter, Heimpersonal) haftet, wenn sie ihre Aufsichtspflicht schuldhaft verletzt und das Kind einem Dritten widerrechtlich einen Schaden zugefügt hat (§ 832 Abs. 1 BGB). Eltern haften also nicht für fremdes Verschulden (für ihre Kinder), sondern nur für ihr eigenes, wenn sie ihre eigene Aufsichtspflicht verletzt haben. Der Aufsichtspflichtige kann sich im Einzelfall exkulpieren, wenn er seiner Aufsichtspflicht genügt hat oder wenn der Schaden auch bei gehöriger Aufsicht entstanden wäre. Der Satz „Eltern haften für ihre Kinder“ ist juristisch betrachtet falsch: Richtig ist, dass Erziehungsberechtigte nur dann haften, wenn ihre Kinder einen Schaden anrichteten, der bei gehöriger Aufsicht unterblieben wäre.
Ob das Kind für eigenes Verschulden haftet, beurteilt sich nach § 828 BGB. Kinder unter sieben Jahren haften nicht. Sie sind nicht deliktsfähig (§ 828 Abs. 1 BGB). Ist das Kind bereits 7 Jahre alt, aber noch nicht volljährig, haftet es nur bedingt (§ 828 Abs. 2 und 3 BGB). Liegt ein Titel vor, kann der Geschädigte 30 Jahre lang im Zuge einer Versicherung an Eides statt (Schuldner bezeugt, über keine Mittel zu verfügen), die vom Sorgeberechtigten gezeichnet wird, zwangsvollstrecken.
Ähnliches gilt für die Haftung des Tierhalters: Der Halter eines gewerblich genutzten Tieres kann einwenden, dass er seiner Aufsichtspflicht genügt hat (§ 833 BGB). Beide Fälle setzen damit Verschulden voraus, wenn auch der Mangel bei der Aufsicht im Gesetz unterstellt wird; diese „Verschuldensvermutung“ kann durch den Verantwortlichen widerlegt werden – dies lässt seine Haftung entfallen. Das gilt nicht beim Halter eines Luxustiers, d. h. eines Tieres, das nicht gewerblich gehalten wird. Hier gilt als Sonderfall der Gefährdungshaftung die Tierhalterhaftung.
Anders ist dies erst in den Fällen der echten Gefährdungshaftung: In diesen Fällen, insbesondere der gesetzlichen Schadensersatzansprüche aus Straßenverkehrsgesetz, braucht der Geschädigte nur zu beweisen, dass er beim Betrieb des Kraftfahrzeugs des Schädigers verletzt wurde, um die Haftung des Kfz-Halters gem. § 7 StVG – allerdings (gem. § 12 Abs. 1 StVG) summenmäßig beschränkt – zu begründen. Der Halter könnte sich nur mit dem Einwand wehren, der Unfall beruhe auf höherer Gewalt; ein Verschulden, etwa ein Fahrfehler, ist für seine Haftung auf Schadensersatz nicht erforderlich.
In vergleichbarer Weise bedarf es keines Verschuldens bei Schäden, die sich etwa beim Betrieb von Bahnen (Schienen- oder Schwebebahn § 1 HaftPflG) oder im Bereich der Produkthaftung infolge von Produktfehlern (§ 1 ProdHG) ereignen. Hier wie im Bereich des Straßenverkehrs begründet die mit Eröffnung der Gefahrenquelle gesetzte Gefährdung besondere Sorgfaltspflicht und erübrigt jedes Verschulden.

## Kausalität und Ursachenzusammenhang
Um schadensersatzpflichtig zu werden, muss zwischen der Handlung des Schädigers und dem Schaden ein Zusammenhang bestehen. Man bezeichnet diesen Zurechnungszusammenhang mit dem Begriff der Kausalität. Dabei wird im Schadensersatzrecht zwischen haftungsbegründender (die Verletzungshandlung führt zur Rechtsgutsverletzung) und haftungsausfüllender (die Rechtsgutsverletzung führt zum Schaden) Kausalität unterschieden.

### Materiellrechtliche Bedeutung
Unter Kausalität versteht man im naturwissenschaftlichen Sinne jede für den Erfolgseintritt erforderliche Voraussetzung, bei deren Wegfall auch der Erfolg entfiele (Condicio-sine-qua-non-Formel). Dieser Grundsatz führt im bürgerlichen Haftungsrecht zu Übersteigerungen: Der Autofahrer, der mit überhöhter Geschwindigkeit zu der Stelle fährt, an der sich der Unfall ereignet, auf Höhe des Unfallortes sich jedoch an die Verkehrsregeln hält, wäre in diesem Sinne ursächlich für den Unfall, da er bei (immer) ordnungsgemäßem Verhalten zum Unfallzeitpunkt nicht an der Unfallstelle gewesen wäre (sogenannte erweiterte äquivalente Kausalität).
Die Rechtsprechung korrigiert diese unbefriedigenden Ergebnisse über das Erfordernis der objektiven Zurechnungsfähigkeit oder Sozialadäquanz: Nur wenn die Voraussetzung unter normalen Bedingungen ohne Hinzutreten besonderer unabsehbarer Ursachen zum Erfolg führt, setzt die zivil- wie strafrechtliche Verantwortlichkeit ein. Aber auch dieses Kriterium ist unscharf: Bei Benutzung einer nur für den Anliegerverkehr zugelassenen Straße ereignet sich ein Verkehrsunfall zwischen zwei durchfahrenden Kfz, durch den der Beifahrer verletzt wird. Nach der Bedingungstheorie ist der Unfall durch Wahl einer zugelassenen Wegstrecke zu vermeiden; auch nach der Adäquanztheorie wäre dieser Schaden dem bewusst StVO-widrig handelnden Fahrer zuzurechnen. Die Lehre vom Schutzzweck der Norm vermeidet dieses unbillige Ergebnis, indem sie darauf abstellt, dass es Ziel der Sperrung für den Durchgangsverkehr neben der allgemeinen Verkehrssicherheit war, konkret Unfälle zu vermeiden, die durch erhöhtes Verkehrsaufkommen bedingt sind.
Diese Lehre vom Schutzzweck der Norm wurde zunächst im Zusammenhang mit § 823 Abs. 2 BGB entwickelt: Die Verletzung von Schutzgesetzen ist nur dann haftungsrelevant, wenn mit ihnen konkret der Schutz des verletzten Rechtsgutes bezweckt war. Dieser Grundgedanke wird auch auf vertragliche Ansprüche übertragen: Der Verkäufer eines gebrauchten Kfz hatte wahrheitswidrig Unfallfreiheit zugesichert. Bei einem vom Käufer allein verursachten Unfall wird das Kfz total beschädigt und er selbst verletzt. Der Käufer hat Anspruch auf Rückzahlung des Kaufpreises (§ 346 Abs. 1 BGB) Zug um Zug gegen Wertersatz (§ 346 Abs. 2 BGB); Ersatz seines unfallbedingten Personenschadens und der Belastung mit unfallbedingten Verpflichtungen oder Schäden kann er nicht fordern, da diese Ansprüche unfall-, aber nicht täuschungsbedingt sind.

### Prozessuale Bedeutung
Im Zivilprozess gelten für die haftungsbegründende und die haftungsausfüllende Kausalität unterschiedliche Regeln. Während zu ersterem generell der Geschädigte den Vollbeweis erbringen muss (§ 286 ZPO), ist das Gericht bei der Ermittlung des Kausalzusammenhangs zwischen dem Haftungsgrund und dem eingetretenen Schaden nach Maßgabe des § 287 ZPO freier gestellt. Der Tatrichter kann zwar auch eine haftungsausfüllende Kausalität nur feststellen, wenn er von diesem Ursachenzusammenhang überzeugt ist. Es werden aber geringere Anforderungen an die Überzeugungsbildung gestellt. Es genügt, je nach Lage des Einzelfalls, eine höhere oder deutlich höhere Wahrscheinlichkeit für den von dem Geschädigten behaupteten Ursachenzusammenhang.
§ 287 ZPO erleichtert dem Geschädigten aber nicht nur die Beweisführung, sondern auch die Darlegungslast. Steht der geltend gemachte Anspruch dem Grunde nach fest und ist lediglich die Höhe eines sich aus vielen kleinen Einzelposten zusammensetzenden Schadens strittig, darf die Klage grundsätzlich nicht vollständig abgewiesen werden, sondern der Richter muss im Rahmen des Möglichen den Schaden nach § 287 ZPO schätzen. Der Richter muss nach pflichtgemäßem Ermessen beurteilen, ob nicht wenigstens die Schätzung eines Mindestschadens möglich ist. So wird vermieden, dass der Geschädigte völlig leer ausgeht, obwohl die Ersatzpflicht des Schädigers feststeht.
Bei Beweisschwierigkeiten, etwa in der Arzthaftung oder Produzentenhaftung gelten zugunsten des Geschädigten besondere Regeln zur Beweislast.

## Rechtswidrigkeit
Schließlich muss der Schädiger den Schaden rechtswidrig herbeigeführt haben. Rechtswidrigkeit bedeutet, dass die Verhaltensweise des Schädigers zu den Verhaltensmaßstäben der Rechtsordnung im Widerspruch steht. Im Zivilrecht folgt die Rechtswidrigkeit bei unmittelbaren Verletzungen durch positives Tun regelmäßig aus der Rechtsgutsverletzung. Ausnahmsweise muss die Rechtswidrigkeit positiv festgestellt werden, wenn sich diese aufgrund der Weite des gesetzlichen Tatbestandes nicht bereits aus dessen Verletzung ergibt. Dies ist beispielsweise bei einer Verletzung des allgemeinen Persönlichkeitsrechts (wie unerlaubter Fotoabbildung etc.) der Fall. In Einzelfällen kann das Handeln durch einen Rechtfertigungsgrund wie etwa Notwehr gerechtfertigt sein; dann entfällt die Rechtswidrigkeit und folglich die Schadensersatzpflicht. Mittelbare Verletzungshandlungen und Unterlassungen sind nur dann als rechtswidrig anzusehen, wenn der Schädiger hierbei gegen eine Rechtspflicht – z. B. eine Verkehrssicherungspflicht – verstoßen hat.
Probleme kann hierbei das sogenannte rechtmäßige Alternativverhalten aufwerfen. Wenn der Schädiger den Schaden auch bei rechtmäßigem Verhalten verursacht hätte, kann der Schadensersatzanspruch entfallen.

## Umfang der Schadensersatzpflicht

### Totalrestitution (Totalreparation)
Das deutsche Recht ist vom Prinzip der Totalrestitution (auch: Totalreparation) beherrscht (nach § 249 BGB). Der Geschädigte soll seinen gesamten Schaden ersetzt erhalten. Wenn der Schädiger aus Verschuldens- oder Gefährdungshaftung Schadensersatz schuldet, ist diese Forderung nicht durch Haftungsgrenzen beschränkt: Er haftet in unbeschränkter Höhe, sofern nicht für Gefährdungshaftungen spezielle Höchsthaftungsgrenzen bestimmt sind (so z. B. § 10 ProdHaftG). Das Schweizer Recht sieht hingegen eine Minderung der Ersatzpflicht vor, wenn der Schädiger durch eine vollständige Haftung einer Notlage ausgesetzt werden würde und er nicht wenigstens grobfahrlässig gehandelt hat (Art. 44 Abs. 2 OR). Ausnahmen vom Grundsatz der Totalreparation finden sich im deutschen Recht auch bei der Arbeitnehmerhaftung und der Haftung Minderjähriger.

### Naturalrestitution
Das deutsche Schadensersatzrecht ist durch den Grundsatz der Naturalrestitution geprägt. Ein Schaden ist der Unterschied zwischen dem tatsächlichen Zustand und dem Zustand, der ohne das schädigende Ereignis bestünde (§ 249 Abs. 1 BGB). Ist z. B. eine Sache beschädigt oder ein Körper verletzt worden, sind die Instandsetzungskosten bzw. die Heilungskosten zu ersetzen. Es ist nicht der Zustand herzustellen, der vor dem schädigenden Ereignis bestand (der sog. „Status quo ante“), sondern eben der (hypothetische) Zustand, der bestünde, wenn das schädigende Ereignis nicht eingetreten wäre, was zumeist auf dasselbe hinausläuft. Die Herstellung dieses Zustandes kann nicht nur bei Vermögensschäden, sondern bei Schäden jeder Art (z. B. auch Gesundheitsschäden, Körperschäden) verlangt werden.
Anders als insbesondere in den USA darf nach deutschem Recht mit dem Schadensersatzanspruch dem Geschädigten nicht eine „Strafe“ (exemplary or punitive damages) zugesprochen, sondern nur der „Nachteil“ ausgeglichen werden, der ihm vom Schädiger zugefügt wurde.
Statt Naturalrestitution hat der Geschädigte bei Personen- und Sachschäden nach seiner Wahl das Recht, stattdessen den für die Herstellung des fiktiven Zustandes erforderlichen Betrag in Geld (§ 249 Abs. 2 BGB) zu erhalten. Auch dies ist insoweit ein Fall der Naturalrestitution als das Geld wertmäßig ebenfalls auf die Herstellung des hypothetisch bestehenden Zustandes gerichtet ist. Dieser Geldbetrag kann sogar dann gefordert werden, wenn er tatsächlich nicht anfällt (z. B. die Reparaturkosten für ein Kraftfahrzeug, ohne dass die Reparatur tatsächlich durchgeführt wird).
Alternativ zum Kostenersatz für die Wiederherstellung beschädigter Sachen kann nach h. M. die Naturalrestitution durch Ersatzbeschaffung einer vergleichbaren Sache erfolgen (a. A. Fall der Schadenskompensation). Demnach ist der Wiederbeschaffungswert einer beschädigten Sachen zu erstatten. Nicht erstattungsfähig ist deren Neuwert (Ausnahme: Abrechnung auf Neuwagenbasis bei Kfz mit dem „Schmelz der Neuwertigkeit“). Der Geschädigte kann aber auch nicht bloß auf den Zeitwert der Sache verwiesen werden.
Soweit die Herstellung desjenigen Zustandes, der ohne das schädigende Ereignis bestünde, nicht möglich ist oder zur Schadlosstellung nicht ausreicht oder der Ersatzpflichtige die Herstellung nicht innerhalb einer angemessenen Frist durchführt, tritt an die Stelle der Naturalrestitution die Schadenskompensation in Geld. Eine Schadenskompensation erfolgt z. B. bei dem Ersatz des merkantilen Minderwerts beschädigter Kraftfahrzeuge. Bei der Schadenskompensation ist die Schadlosstellung grundsätzlich auf Vermögensschäden beschränkt (§ 253 Abs. 1 BGB), soweit nicht das Gesetz ein anderes bestimmt.
Insbesondere im Recht des Geistigen Eigentums ist die Berechnung des Schadens oft schwierig. Deshalb hat die Rechtsprechung ein Modell entwickelt, nach dem der Verletzte die Wahl zwischen drei Methoden hat. Soweit ein konkreter Schaden nachweisbar ist, kann dieser nach dem normalen Grundsatz der Naturalrestitution geltend gemacht werden. Alternativ kommt die Gewinnabschöpfung in Frage, wobei der Schädiger dem Geschädigten den erzielten Gewinn übertragen muss. Drittens kann der Schadensersatz im Rahmen einer Lizenzanalogie „auch auf der Grundlage des Betrages berechnet werden, den der Verletzer als angemessene Vergütung hätte entrichten müssen, wenn er die Erlaubnis zur Nutzung des verletzten Rechts eingeholt hätte“: § 97 Abs. 2 Satz 3 UrhG.
Der wichtigste Fall einer Kompensation von Schäden, welche nicht Vermögensschäden sind, ist das Schmerzensgeld. Aus allen Haftungsgrundlagen wird bei Verletzung von Personen ein Schmerzensgeld zugebilligt (z. B. § 253 Abs. 2 BGB, § 8 Satz 2 ProdHG, § 11 StVG).
Vorteile, die durch das schädigende Ereignis eingetreten sind, sind im Rahmen des Vorteilsausgleichs zu berücksichtigen. Dies geschieht, indem entsprechende Vorteile bei der Ermittlung der Höhe des Schadensersatzanspruchs auf die eingetretenen Nachteile angerechnet werden. Reine Kausalität des Vorteils führt jedoch noch nicht zur Verringerung des Schadensersatzanspruchs. Die Anrechnung muss dem Geschädigten auch zumutbar sein, darf den Schädiger nicht unbillig entlasten und der Geschädigte soll aus dem Schadensfall nicht noch Gewinn schlagen. Das führt zu einer wertenden Betrachtung: So werden z. B. Vorteile wie eine wegen einer widerrechtlichen Tötung angefallene Erbschaft nicht angerechnet, ersparte Aufwendungen des Geschädigten (z. B. ersparte Fahrtkosten zum Arbeitsplatz bei Berufsunfähigkeit) hingegen grundsätzlich schon.

### Mitverschulden und Schadensminderungspflicht
Im deutschen Zivilrecht werden bei der Schadensberechnung auch das Mitverschulden des Geschädigten und eine Verletzung der Schadensminderungspflicht durch ihn berücksichtigt, § 254 BGB.
Das eigene Verschulden des Geschädigten bei der Schadensentstehung wird nach § 254 Abs. 1 BGB dem des Schädigers gegenübergestellt. Mitverschulden liegt vor, wenn der Geschädigte die Sorgfalt außer Acht gelassen hat, die ein verständiger Mensch im eigenen Interesse aufwendet, um sich vor Schaden zu bewahren. Nach diesem Prinzip werden z. B. bei Kraftfahrzeugunfällen unter Berücksichtigung der beiderseitigen Betriebsgefahren die Verschuldensanteile gewichtet. Der Geschädigte erhält nur den Teil seines Schadens ersetzt, der nach dieser Gewichtung dem Schädiger zuzurechnen ist. Eine Mitverantwortlichkeit des Geschädigten lässt jedoch nur in Ausnahmefällen die Haftung des Schädigers ganz entfallen.
Nach § 254 Abs. 2 BGB kann der Schadensersatzanspruch zudem reduziert werden, wenn der Geschädigte den Schädiger nicht vor einem möglichen Schadenseintritt oder dessen besonders schweren Folgen gewarnt hat, oder nicht versucht hat, den Schaden abzuwenden oder ihn zu mindern.
Haben Sorgfaltspflichtverletzungen Dritter den Schaden (mit-)verursacht, so hat dies keine Auswirkung für den Geschädigten: er kann sich an jeden der Mittäter (§ 830 BGB) oder Verantwortlichen (§ 840 BGB) halten und von diesem den gesamten Schadensersatz fordern, ohne aus der Zahlungsunfähigkeit eines Schuldners Nachteile zu ziehen. Diese Auseinandersetzung verlagert der Gesetzgeber in das Lager der zum Schadensersatz Verpflichteten (§ 830 Abs. 1, § 840 Abs. 1 i. V. m. § 426 BGB). Der Geschädigte muss sich das Verhalten Dritter nur zurechnen lassen, wenn diese seine Erfüllungsgehilfen im Sinne des § 280 BGB waren, § 254 Abs. 2, S. 2 BGB.

### Pauschalierung von Schadensersatzansprüchen
Vertraglich kann zwischen zwei Parteien auch eine Pauschalierung von Schadensersatzansprüchen (auch Schadenspauschale oder Schadensersatzpauschale) vereinbart werden. Der Zweck einer Schadenspauschale ist es, dem Geschädigten der Höhe nach einen beweisfreien Mindestersatz zu verschaffen. Es handelt sich insoweit um einen Fall der vertraglichen Haftungserweiterung, welche sowohl individualvertraglich, als auch in Allgemeinen Geschäftsbedingungen zulässig ist. Gemäß § 309 Nr. 5 BGB, sind Schadenspauschalen in Allgemeinen Geschäftsbedingungen nur dann wirksam, wenn dem Schädiger in den Geschäftsbedingungen ausdrücklich der Gegenbeweis gestattet wird, dass ein Schaden überhaupt nicht entstanden oder wesentlich niedriger als die Pauschale ist und die Pauschale überdies den nach dem gewöhnlichen Lauf der Dinge zu erwartenden Schaden nicht übersteigt. Zur Bewertung der angemessenen Höhe einer Schadenspauschale ist die Branchenüblichkeit maßgeblich.
Die Schadenspauschale ist nicht zu Verwechseln mit einer Vertragsstrafe, deren Zweck es im Gegensatz zur Pauschale ist, Druck auf den Schuldner auszuüben und die Vertragserfüllung mit einem Zwangsmittel zu sichern.

## Verjährung von Schadensersatzansprüchen
Der jeweilige Verjährungszeitraum ist nicht pauschal im Schadensersatzrecht geregelt, sondern richtet sich nach den auf die jeweilige Anspruchsgrundlage anwendbaren Regeln (z. B. Schadensersatzansprüche aus Vertrag regelmäßig 3 Jahre ab Jahresende, § 195, § 199 Abs. 1 BGB).
Der Beginn der Verjährung von Schadensersatzansprüchen richtet sich nach dem sogenannten Grundsatz der Schadenseinheit. Möchte sich danach der Geschädigte die Möglichkeit erhalten, den Schädiger auch wegen erst später eintretenden Schäden noch in Anspruch nehmen zu können, muss er zeitnah zum Eintritt eines ersten Schadens aus der unerlaubten Handlung ein Feststellungsurteil erstreiten, in dem die Haftung des Schuldners dem Grunde nach festgestellt wird.

## Einkommensteuerrechtliche Behandlung von Schadensersatz

### Gezahlter Schadensersatz
Zahlt jemand Schadensersatz, so ist zunächst zu prüfen, ob diese Zahlung einer Einkommensart zuzuordnen ist. Je nachdem, ob der Zahlende den Schaden im Rahmen seiner Tätigkeit als Land- und Forstwirt (§ 13 EStG), als Gewerbetreibender (§ 15 EStG), als Selbständiger (§ 18 EStG), als Nicht-Selbständiger (§ 19 EStG), als Verwalter seiner Kapitaleinkünfte (§ 20 EStG), als Verwalter seiner Vermietungs- und Verpachtungseinkünfte (§ 21 EStG) oder im Rahmen seiner sonstigen Einkünfte i. S. d. § 22 EStG verursacht hat, ist die Zahlung grundsätzlich der entsprechenden Einkunftsart zuzuordnen. Bei den Gewinneinkünften (§ 2 Abs. 1 Satz 1 Nr. 1 bis 3 EStG) stellen diese Zahlungen Betriebsausgaben (§ 4 Abs. 4 EStG) dar. Bei den Überschusseinkünften (§ 2 Abs. 1 Satz 1 Nr. 4 bis 7 EStG) sind diese Zahlungen Werbungskosten (§ 9 EStG). Ein Abzugsverbot von Schadensersatzzahlungen vom Gewinn/Einnahmenüberschuss kann sich jedoch aus § 4 Abs. 5 EStG (Betriebsausgaben, welche den Gewinn nicht mindern dürfen) und § 12 EStG (nichtabzugsfähige Ausgaben) ergeben.
Auch Versicherungsbeiträge für die Absicherung vor künftigen Schadensersatzverpflichtungen können einer der 7 Einkunftsarten (§ 2 Abs. 1 Satz 1 Nr. 1 bis 7 EStG) zugeordnet werden, wenn ein Zusammenhang besteht.

### Erhaltene Schadensersatzansprüche
Auch bei erhaltenen Schadensersatzleistungen ist zunächst zu prüfen, ob diese einer der sieben Einkunftsarten (§ 2 Abs. 1 Satz 1 Nr. 1 bis 7 EStG) zugeordnet werden können. Hier kommt es vor allem darauf an, was für ein Schaden ersetzt wird z. B.:
- Beschädigung von Betriebsvermögen (→ Einkünfte aus der entsprechenden Gewinneinkunftsart)
- Ersatz des Ausfalles von Betriebsausgaben (→ Einkünfte aus der entsprechenden Gewinneinkunftsart)
- auch schlechte Beratung eines Steuerberaters, wodurch der Geschädigte zu viel Betriebssteuern gezahlt hat (→ Einkünfte aus der entsprechenden Gewinneinkunftsart)
- Ausfall des Arbeitslohnes z. B. wegen verminderter Berufsfähigkeit (→ Einkünfte aus Nichtselbständiger Arbeit)

Ist die Zuordenbarkeit der Zahlung zu einer Einkunftsart gegeben, so erhöhen diese Einnahmen den Gewinn (Fall, dass die erhaltenen Zahlungen einer Gewinneinkunftsart zugeordnet werden können, § 2 Abs. 1 Satz 1 Nr. 1 bis 3 EStG) oder diese Einnahmen erhöhen den Einnahmenüberschuss (Fall, dass die erhaltenen Zahlungen einer Überschusseinkunftsart zugeordnet werden können, § 2 Abs. 1 Satz 1 Nr. 4 bis 7 EStG). Im ersten Fall sind die Zahlungen Betriebseinnahmen (§ 4 Abs. 4 EStG – Umkehrschluss) und letzteren Fall sind die Zahlungen Einnahmen (§ 8 EStG). Kann die Zuordnung der Zahlung zu einer Einkunftsart bejaht werden, so ist die Steuerbarkeit gegeben. Es besteht nun die Möglichkeit, dass diese Zahlung zwar steuerbar aber steuerfrei ist (§ 3 EStG). Ist die Zahlung steuerbar und steuerfrei, kann Progressionsvorbehalt (§ 32b EStG) bestehen.
Es sei noch auf das Urteil des Bundesfinanzhofes verwiesen, welcher am 26. November 2008, X R 31/07, feststellte, dass die Schadensersatzrente eines Arztes an die Witwe seines Patienten, welche die Unterhaltsleistungen ersetzt, nicht steuerbar sei. Ersetzt wurde in diesem Fall nicht die ausgefallene Rente (§ 22 Nr. 1 EStG) des verstorbenen Ehemannes, sondern die mit dem Tod des Ehemannes ausfallenden Unterhaltsverpflichtungen an die Witwe. Da Ehegatten erhaltene Unterhaltsleistungen nicht versteuern müssten (mit Ausnahme des Realsplittings, was aber hier nicht vorlag), ist natürlich auch der Schadensersatz derselben nicht steuerbar.
Erstattungs-, Prozess- und Verzugszinsen sind steuerpflichtige Kapitalerträge nach § 20 Abs. 1 Nr. 7 EStG, wenn die Hauptleistung steuerfrei ist.